# Форт-Лодердейл Страйкерс (2006—2016)
«Форт-Ло́дердейл Стра́йкерс» (англ. Fort Lauderdale Strikers) — бывший американский профессиональный футбольный клуб из северного пригорода Майами, города Форт-Лодердейл, штата Флорида. Основан в 2006 году. С 2011 года выступал в Североамериканской футбольной лиге, втором по силе дивизионе футбольной пирамиды США и Канады. Прекратил существование после сезона 2016 года.

## История
Команда была создана в 2006 году американским филиалом бразильской спортивной управляющей компании Traffic Group как ФК «Майами». Среди первых игроков, подписанных новым клубом лиги USL First Division, были обладатели Кубка мира — Ромарио и Зиньо.
В 2010 году клуб выступал во временной лиге USSF Division 2 Professional League.
В начале 2011 года клуб сменил название на «Форт-Лодердейл Страйкерс» в честь бывшего клуба, выступавшего в оригинальной Североамериканской футбольной лиге (NASL), и присоединился к новосозданной NASL. В дебютном сезоне новой лиги «Форт-Лодердейл Страйкерс» стал вице-чемпионом, уступив в Чемпионской серии NASL 2011 клубу «Эн Эс Си Миннесота Старз».
В сезоне 2014 «Форт-Лодердейл Страйкерс» во второй раз играл за чемпионский титул NASL — в финальном матче против «Сан-Антонио Скорпионс» потерпел поражение со счётом 2:1.
11 декабря 2014 года одним из совладельцев клуба стал знаменитый бразильский футболист Роналдо. В январе 2015 Роналдо заявил, что попытается войти в форму и начать выступать в матчах за клуб.
В сентябре 2016 года несколько источников сообщили, что будущее «Форт-Лодердейл Страйкерс» находится в опасности, так как главный владелец Пауло Сессо прекратил финансирование клуба с 1 сентября.
6 января 2017 года NASL огласил список участников на предстоящий сезон, и среди восьми команд «Форт-Лодердейл Страйкерс» не значился.
В ноябре 2016 года владелец «Тампа-Бэй Раудис» Билл Эдвардс подал подал иск против Miami FC, LLC, управляющей компании «Форт-Лодердейл Страйкерс», требуя возместить сумму в более $300 тыс., предоставленную в виде займов. Согласно залоговому векселю залоговое обеспечение займа включало наряду с материальными активами и интеллектуальную собственность. В мае 2017 года исковое заявление было удовлетворено, а 20 июня на публичном аукционе основные активы «Форт-Лодердейл Страйкерс» (права на название, товарные знаки и др.) были выкуплены Эдвардсом за $5100.

## Стадион
В 2006—2008 годах домашней ареной клуба был «Тропикал Парк Стэдиум» в местности Олимпия-Хайтс.
В 2009—2016 годах клуб выступал на «Локхарт Стэдиум». В декабре 2012 года «Форт-Лодердейл Страйкерс» объявил о планах реконструкции «Локхарт Стэдиум» или строительстве собственного нового футбольного стадиона.
В осенней части сезона 2016 клуб играл домашние матчи на «Сентрал Броуард Стэдиум» в Лодерхилле.

## Последний состав
Источник: Список игроков на официальном сайте клуба. Дата обращения: 16 января 2015. Архивировано из оригинала 12 декабря 2016 года.

| №  |                         | Поз. | Имя                 | Год рождения |
| -- | ----------------------- | ---- | ------------------- | ------------ |
| 1  | Флаг Бразилии           | Вр   | Бруно Кардозо       | 1984         |
| 2  | Флаг Бразилии           | Защ  | Далтон              | 1990         |
| 3  | Флаг США                | ПЗ   | Нил Хлавати         | 1986         |
| 5  | Флаг Канады             | Защ  | Нана Аттакора       | 1989         |
| 7  | Флаг Бразилии           | Нап  | Жейсон Моура        | 1986         |
| 8  | Флаг Бразилии           | ПЗ   | Клеберсон           | 1979         |
| 10 | Флаг Бразилии           | ПЗ   | Адрианиньо          | 1980         |
| 11 | Флаг Бразилии           | Нап  | Пауло Жуниор        | 1989         |
| 12 | Флаг Гондураса          | ПЗ   | Хуниор Сандоваль    | 1990         |
| 13 | Флаг Кубы               | Защ  | Хорхе Луис Корралес | 1991         |
| 14 | Флаг Тринидада и Тобаго | Защ  | Джулиус Джеймс      | 1984         |

| №  |               | Поз. | Имя                   | Год рождения |
| -- | ------------- | ---- | --------------------- | ------------ |
| 15 | Флаг Бразилии | Нап  | Амаури                | 1980         |
| 16 | Флаг США      | ПЗ   | Луис Фелипе Фернандес | 1996         |
| 18 | Флаг Гаити    | ПЗ   | Жан-Марк Александр    | 1986         |
| 19 | Флаг Колумбии | Нап  | Хосе Ангуло           | 1988         |
| 21 | Флаг Колумбии | Защ  | Луис Сапата           | 1980         |
| 23 | Флаг США      | ПЗ   | Мэнни Гонсалес        | 1990         |
| 27 | Флаг США      | ПЗ   | Виктор Пинеда         | 1993         |
| 28 | Флаг Гаити    | ПЗ   | Паскаль Мильен        | 1986         |
| 44 | Флаг США      | Защ  | Гале Агбоссумонде     | 1991         |
| 77 | Флаг Бразилии | Защ  | Габриэл               | 1981         |
| 98 | Флаг США      | Вр   | Матиас Рейнарес       | 1998         |

## Список тренеров
- Чикиньо де Ассис (2006—2007)
- Зиньо (2008—2009)
- Виктор Пастора (2010)
- Дэрил Шор (2010—2013)
- Рикардо Лопес (2013, и. о.)
- Гюнтер Кронштайнер (2013—2014)
- Марсело Невелефф (2015)
- Иван Герреро (2015, и. о.)
- Гюнтер Кронштайнер (2015)
- Кайо Дзанарди (2016)

## Статистика выступлений
| Год                      | Дивизион | Лига               | Регулярный сезон      | Плей-офф            | Кубок США      | Средняя посещаемость |
| ------------------------ | -------- | ------------------ | --------------------- | ------------------- | -------------- | -------------------- |
| Майами                   |          |                    |                       |                     |                |                      |
| 2006                     | 2        | USL First Division | 5-е                   | Четвертьфиналы      | Второй раунд   | 2 074                |
| 2007                     | 2        | USL First Division | 9-е                   | Не квалифицировался | Первый раунд   | 916                  |
| 2008                     | 2        | USL First Division | 9-е                   | Не квалифицировался | Третий раунд   | 1 701                |
| 2009                     | 2        | USL First Division | 9-е                   | Не квалифицировался | Второй раунд   | 1 063                |
| 2010                     | 2        | USSF Division 2    | 4-е                   | Не квалифицировался | Третий раунд   | 1 254                |
| Форт-Лодердейл Страйкерс |          |                    |                       |                     |                |                      |
| 2011                     | 2        | NASL               | 4-е                   | Финалист            | Не участвовал  | 3 985                |
| 2012                     | 2        | NASL               | 5-е                   | Четвертьфиналы      | Третий раунд   | 3 615                |
| 2013                     | 2        | NASL               | Весна: 7-е Осень: 5-е | Не квалифицировался | Третий раунд   | 4 265                |
| 2014                     | 2        | NASL               | Весна: 5-е Осень: 4-е | Финалист            | Третий раунд   | 3 825                |
| 2015                     | 2        | NASL               | Весна: 8-е Осень: 4-е | Полуфиналы          | Третий раунд   | 4 471                |
| 2016                     | 2        | NASL               | Весна: 6-е Осень: 6-е | Не квалифицировался | Четвертьфиналы | 1 331                |

## Достижения
- Финалист Североамериканской футбольной лиги: 2011, 2014